# Travesseres
Travesseres – miejscowość w Hiszpanii, w Katalonii, w prowincji Lleida, w comarce Baixa Cerdanya, w gminie Guils de Cerdanya.
Według danych INE z 2005 roku miejscowość zamieszkiwało 29 osób.